# Leonid Petrovič Grossman
Leonid Petrovič Grossman (in russo Леонид Петрович Гроссман?; Odessa, 12 gennaio 1888 – Mosca, 15 dicembre 1965) è stato uno scrittore e critico letterario russo.

## Biografia
Laureato in giurisprudenza, insegnò letteratura all'università di Mosca. Studiò a lungo Dostoevskij e ne curò le opere complete (Sobranie sočinenij, 1956), lavorando a diversi saggi su di lui fin dal 1914, quali Put' Dostoevskogo (1924) e Dostoevskij na žiznennom puti (1928); poi riuniti nella biografia monumentale Žizn' i trudy F. M. Dostoevskogo (1935, ma pubblicata nel 1962). Altri autori su cui scrisse furono Turgenev, Lermontov, Tjutčev, Leskov, Čechov, Alisa Georgievna Koonen (di cui scrisse una biografia) e Apollon Aleksandrovič Grigorʹev (1822-1864).
Fu anche autore di Zapiski d'Aršiaka. Puskin v teatralnych kreslach kartiny russkoj sceny 1817-1820 godov (1929), che racconta il duello di Aleksandr Puškin (morto in seguito alle ferite) testimoniato dalla parte del suo avversario Georges Charles D'Anthès (1812-1895), e di Vtornik u Karoliny Pavlovoĭ (1922) che racconta di Karolina Pavlova (1807-1893). È sepolto al Cimitero Vvedenskoye.